# 2001 KD77
2001 KD77, também escrito como 2001 KD77, é um objeto transnetuniano (TNO) que está localizado no cinturão de Kuiper, uma região do Sistema Solar. Este corpo celeste é classificado como um plutino, pois, o mesmo está em uma ressonância orbital de 2:3 com o planeta Netuno. O mesmo possui uma magnitude absoluta de 5,8 e tem um diâmetro com cerca de 232 km. O astrônomo Mike Brown lista este objeto em sua página na internet como um candidato a possível planeta anão.

## Descoberta
2001 KD77 foi descoberto no dia 24 de maio de 2001 pelo astrônomo Marc W. Buie.

## Órbita
A órbita de 2001 KD77 tem uma excentricidade de 0,114 e possui um semieixo maior de 39,471 UA. O seu periélio leva o mesmo a uma distância de 34,977 UA em relação ao Sol e seu afélio a 43,966 UA.